# Jaap Koning sr.
Jacob (Jaap) Koning sr. (Scheveningen, 15 mei 1907 – aldaar, 29 oktober 1994) was een Nederlandse vakbondsman. Hij was een leider die zijn achterban verbaal wist te boeien en vervolgens aan te zetten tot (stakings)acties. Die achterban bestond voornamelijk uit havenarbeiders, zeevissers en indirect bij de zeevisserij betrokkenen.

## Scheepvaart
Koning kwam uit een vissersgezin. Hij ging als 12-jarige meteen na de lagere school naar zee aangezien elk inkomen telde. Hij monsterde voorjaar 1919 als afhouder aan op een logger die voor de haringvangst was uitgereed. Door drijvende mijnen was de Noordzee na de Eerste Wereldoorlog gevaarlijk. Zo kwam in augustus 1919 het bericht dat een broer van Koning die als visser voer, tijdingloos was geworden. Daar de Noordzeevisserij in de twintiger jaren van de 20e eeuw stilaan verliep door een mondiaal verlies aan afzetmarkten, besloot de inmiddels 14-jarige Koning in 1922 over te stappen naar de koopvaardij.
De koopvaardij, populair veelal als 'Grote Vaart' omschreven, bood in feite - qua leefomstandigheden - weinig meer dan de vaart op de Noordzeevisserij. Winstpunt was het vaste loon in plaats van de afhankelijkheid van de vangsten. Koning monsterde aan op het ms. 'Heemskerk' van de Koninklijke Nederlandse Stoomboot-Maatschappij (KNSM). Hij begon als een zogenaamde bakkies-jongen, loopjongen voor de bemanning en schoonmaker van de verblijven. Tussentijds was Koning lid geworden van het Nederlands Verbond van Vakverenigingen (NVV).

## Vakbond
De intussen 19-jarige Koning was door zijn rechtsgevoel opgevallen en werd daarom aan boord naast zijn reguliere werk vertrouwensman namens het NVV. Hij bleef een aantal jaren aangemonsterd op het genoemde schip. De crisis maakte er een eind aan; goeddeels volgde werkloosheid. Met de komst van de Tweede Wereldoorlog in 1939 volgden oorlogsdreiging, mobilisatie, capitulatie, krijgsgevangenschap, Opbouwdienst, evacuatie en ten slotte bevrijding. In die oorlogsjaren werden de reguliere vakverenigingen verboden. Het NVV echter bleef overeind; het gaf ruimte aan de Nationaal Socialistische Beweging (NSB). Velen, waaronder Koning, keerden op grond daarvan het NVV de rug toe.
Na de Tweede Wereldoorlog kwam Koning, toen in de rang van matroos, terug bij de KNSM. Hij sloot zich in 1945 opnieuw aan bij een vakbond, thans echter bij de Eenheids Vakcentrale (EVC) in plaats van bij het NVV. De EVC was een bond die sterk aanleunde tegen het gedachtegoed van de Communistische Partij Nederland (CPN). In die jaren groeide de EVC sterk in ledental, dit mede door onvrede over het uitsluiten van communisten bij en door het NVV. In maart 1947 mislukte een fusie tussen het NVV en de EVC.; onder de tegenstanders van die fusie was Koning. Hij was intussen in 1948 in de EVC opgenomen als bezoldigd bestuurslid van de Zeeliedenorganisatie binnen de vakcentrale.
Op 25 maart 1948 richtten ontevreden EVC'ers het Onafhankelijk Verbond van Bedrijfsorganisaties (OVB) op. Koning, nog steeds EVC'er, zocht wél vrijblijvend contacten met het OVB. Dit leidde tot ongenoegen binnen de EVC. De voortdurende onrust intussen binnen de EVC verzwakte de krachten, nodig voor belangenbehartiging van haar leden. In 1949 stapte Koning uit de EVC en richtte samen met enige medestanders de Bedrijfsorganisatie van Zeevarenden (BVZ) op. De EVC zocht weliswaar hernieuwd contact met Koning en zijn volgers maar dezen gingen daarop niet in.

### Koning in het OVB
De BVZ hervond zich in een samengaan met het OVB. Door de voortdurende onrust tussen havenarbeiders - samen met zeelieden waaronder ook vissers enerzijds - en werkgevers anderzijds, nam waardering voor en groei van het OVB toe. Het profileerde zich door uitstraling van wils- daadkracht. Zo bleven bij herhaling jaarlijks bij de aanvang van de nieuwe teelt vissersschepen die te IJmuiden, Scheveningen of Vlaardingen vaarklaar lagen, aan de kade door stakingen. In de zeevisserij was na de oorlog (1939-1945) nauwelijks tot niets veranderd ten gunste van de vissers. De op de haringvangst gerichte vaderlandse vissersvloot was verouderd en niet meer acceptabel waar het de leefbaarheid van haar bemanningen betrof. Ook lagen in meerdere gevallen de havens van Rotterdam of Amsterdam plotseling plat door harde eisen van havenwerkers. Zowel bij  de vissers als bij de havenwerkers verklaarde het OVB zich solidair en ging over tot concretisering van verschillende acties.
Zo brak op 18 mei 1953 in Scheveningen onder jonge vissers een wilde staking uit, dit vanwege een teruggang in hun inkomen. Zo'n 500 jongeren deden mee en wonnen hun staking; deze was geïnitieerd door het OVB. Op 8 oktober 1953 staakte onder persoonlijke leiding van Koning het dekpersoneel van de Holland-Amerika Lijn (HAL). Onbetaalde dekdiensten, door dezen verricht, waren hiervan de oorzaak. Het NVV faalde, het OVB slaagde dankzij verdere onderhandelingen met de HAL-directie. Op 3 januari 1956 brak te IJmuiden een staking uit onder trawlvissers. Na 13 weken onderhandelen kwam het OVB, medestander van de vissers, met de reders tot een akkoord. Maar het kon ook anders gaan.
Op 8 januari 1964 brak, nu te Scheveningen, een wilde staking uit onder 800 trawlvissers. De reders plaatsten het OVB, dat met de andere vakbonden eveneens paraat was, terzijde. Het OVB echter leek een troef in handen te hebben; de vissers kozen namelijk de zijde van het OVB. In de plaatselijke pers werd intussen het OVB terreur verweten. De waarheid lag in het midden want het OVB schuwde soms ook de harde aanpak niet. Het werd een prestigeslag tussen de grote vakbonden samen met de reders en opponent OVB. De reders gingen een kort geding aan dat door hen werd gewonnen. Een geëiste dwangsom van f. 50 000.- per stakingsdag werd een struikelblok daar het OVB dergelijke bedragen niet kon opbrengen. Een niet officieel - maar wel naar de OVB-principes tenderend - stakingscomité trad vervolgens naar voren en uiteindelijk was na acht weken de overeenstemming daar.

## Wel links, geen communist
Koning is door de jaren heen verweten een communist te zijn. Zijn houding ten opzichte van een bepaalde vakbond die neigde naar het gedachtegoed van de CPN, toont echter aan dat Koning geen vermenging wilde van vakbondsactiviteiten en politiek. Zo Koning al links georiënteerd was, dan toch eerder gericht op het gedachtegoed van de toenmalige Pacifistisch Socialistische Partij. Konings 'rode' bond is in de loop van de tijd een strijdvaardige organisatie gebleken. Intussen zijn op goeddeels alle fronten, en zeker met name op die van de zeevisserij, veel brandende kwesties opgelost en ten goede gekeerd.
Op zijn 70e jaar staakte Koning zijn openbare optredens. Wel bleef hij achter de schermen actief ten aanzien van de op dat tijdstip aan de orde zijnde problemen. Hij gaf tevens steun en adviezen aan een nieuw verschenen, eerder op de achtergrond opererend, bestuurslid. Het betrof zijn zoon Jaap Koning jr. Op 29 oktober 1994 overleed Jaap Koning sr. te Scheveningen op 87-jarige leeftijd.